# Liège-Bastogne-Liège 1923
La 13e édition de Liège-Bastogne-Liège a eu lieu le 3 juin 1923 et a été remportée par le Belge René Vermandel. C'est la première victoire de René Vermandel à la Doyenne.
Un groupe de douze hommes se présente à l'arrivée de cette treizième édition de la Doyenne. Le sprint est remporté par René Vermandel devant Jean Rossius et Félix Sellier. 24 coureurs étaient au départ et 22 à l'arrivée. Les coureurs arrivant entre la cinquième et la douzième place n'ont pas pu être classés.

## Classement
| n° | Coureur              | Équipe               | Temps           |
| -- | -------------------- | -------------------- | --------------- |
| 1  | René Vermandel       | Alcyon               | 7 h 25 min 15 s |
| 2  | Jean Rossius         | La Française         | m.t.            |
| 3  | Félix Sellier        | Alcyon               | m.t.            |
| 4  | Laurent Seret        | Armor-Dunlop         | m.t.            |
| 5  | Théophile Beeckman   | Griffon-Dunlop       | m.t.            |
|    | Georges Delcominette | -                    | m.t.            |
|    | Léon Despontin       | Peugeot-Wolber       | m.t.            |
|    | Léon Devos           | JB Lovet-Soly-Dunlop | m.t.            |
|    | Émile Masson senior  | Alcyon               | m.t.            |
|    | Henri Moerenhout     | Automoto-Hutchinson  | m.t.            |
|    | Léon Scieur          | La Française         | m.t.            |
|    | Jules-Richard Matton | Delage-Caesar        | m.t.            |